# Elis Wiklund
Elis Wiklund (Ullånger, 12 dicembre 1909 – Sollefteå, 15 marzo 1982) è stato un fondista svedese.

## Biografia
Nato a Ullånger di Kramfors, ai Mondiali del 1934 a Sollefteå ottenne la medaglia d'oro nella 50 km con il tempo di 4:06:43, con un distacco di poco meno di un minuto dal secondo, Nils-Joel Englund.
Ai IV Giochi olimpici invernali di Garmisch-Partenkirchen 1936 vinse nuovamente l'oro nella 50 km con il tempo di 3.30.11, (sua unica partecipazione olimpica), distaccando di oltre tre minuti il connazionale Axel Wikström.

## Palmarès

### Olimpiadi
- 1 medaglia, valida anche ai fini iridati:
  - 1 oro (50 km a Garmisch-Partenkirchen 1936)

### Mondiali
- 1 medaglia, oltre a quella conquistata in sede olimpica e valida anche ai fini iridati:
  - 1 oro (50 km a Sollefteå 1934)